# Goldene Kamera 2003
Die Verleihung der Goldenen Kamera 2003 fand am 4. Februar 2003 im Konzerthaus am Gendarmenmarkt in Berlin statt. Es war die 38. Verleihung dieser Auszeichnung. Das Publikum wurde durch Andreas Wiele (Vorstand Zeitschriften, Axel Springer AG) begrüßt. Die Moderation übernahm Thomas Gottschalk. An der Veranstaltung nahmen etwa 900 Gäste teil. Die Verleihung wurde am 7. Februar 2003 um 21:15 Uhr auf dem Fernsehsender ZDF übertragen. Die Leser wählten in den Kategorien Beste Talkshow-Moderation 2002, Originellstes Showkonzept 2002 und Beste Deutsche TV-Serie 2002 ihre Favoriten.

## Preisträger

### Beste deutsche Schauspielerin
- Martina Gedeck

Weitere Nominierungen:
Monica Bleibtreu
Barbara Rudnik
(Laudatio: Armin Rohde)

### Bester deutscher Schauspieler
- Jürgen Vogel – Nackt und Scherbentanz

Weitere Nominierungen:
Oliver Korittke – Der kleine Mann
Sebastian Koch – Napoleon
(Laudatio: Anke Engelke)

### Pop national
- No Angels – When the Angels Swing

(Laudatio: Wolfgang Fierek)

### Bester deutscher Fernsehfilm
- Die Hoffnung stirbt zuletzt (NDR)

(Laudatio: Ruth Maria Kubitschek)

### Beste Nachwuchsschauspielerin
- Anneke Kim Sarnau (Lilli-Palmer-Gedächtniskamera)

(Laudatio: Hape Kerkeling)

### Bester Nachwuchsschauspieler
- Matthias Schweighöfer – Raus aus der Haut (Curd-Jürgens-Gedächtniskamera)

(Laudatio: Senta Berger)

### BesterTestimonial-TV-Spot
- Mercedes-Benz, Mika und Erja Häkkinen, Springer & Jacoby

(Laudatio: Boris Becker)

### Beste Boulevard-TV-Moderation
- Griseldis Wenner – Brisant

(Laudatio: Ulla Kock am Brink)

### Beste Deutsche TV-Serie 2002
- Gute Zeiten, schlechte Zeiten (Hörzu-Leserwahl)

Den Preis nahmen die GZSZ-Schauspieler Susan Sideropoulos, Lisa Riecken, Yvonne Catterfeld, Nina Bott, Daniel Fehlow, Raphaël Vogt, Wolfgang Bahro sowie die „Ehemaligen“ Jan Sosniok und Oli.P entgegen.
(Laudatio: Renate Schmidt und Sandra Maischberger)

### Beste Talkshow-Moderation 2002
- Johannes B. Kerner (Hörzu-Leserwahl)

(Laudatio: Stefan Raab)

### Originellstes Showkonzept 2002
- Die 80er Show (Hörzu-Leserwahl)

(Laudatio: Mike Krüger)

### Ehrenpreis
- Loriot

(Laudatio: Evelyn Hamann)

### Auszeichnungen für internationale Gäste

#### Film international
- Hugh Grant – About a Boy

(Laudatio: Heike Makatsch)
- Salma Hayek – Desperado, From Dusk Till Dawn, Studio 54, Dogma und Frida

(Laudatio: Heinz Berggruen)

#### Klassik Pop
- Helmut Lotti – My Tribute to the King

(Laudatio: Kronprinz Philippe und Prinzessin Mathilde von Belgien)

#### Lebenswerk Film
- Dustin Hoffman

(Laudatio: Geraldine Chaplin)

#### Lebenswerk Musik
- Elton John

(Laudatio: Thomas Gottschalk)

## Sonstiges
- Die Hörzu-Leser stimmten im Vorfeld der Verleihung 2003 erstmals nicht nur für eine Kategorie, sondern wählten ihre Favoriten in insgesamt drei Kategorien.[1]
- 2003 wurde das erste Mal der Curd-Jürgens-Gedächtnis-Preis für einen männlichen Nachwuchsschauspieler verliehen.[1]
- Die Wahl der nationalen Preisträger erfolgte 2003 erstmals durch die Goldene-Kamera-Academy. Hierbei handelt es sich um ein Experten-Gremium von Preisträgern der vergangenen Jahre. Die Runde wurde von Hörzu-Chefredakteur Jörg Walberer ins Leben gerufen.[1][2]

## Weblink
- Goldene Kamera 2003 – 38. Verleihung